# Lyra Valkyria
Aoife Cusack (Dublin, 23 de outubro de 1996) é uma lutadora profissional irlandesa. Ela trabalha atualmente para a WWE, na marca Raw, sob o nome de ringue Lyra Valkyria. Ela foi uma vez e a inaugural campeã intercontinental feminina da WWE, uma vez campeã feminina do NXT e uma vez campeã de duplas femininas da WWE.

## Carreira na luta livre profissional

### Início de carreira (2015–2020)

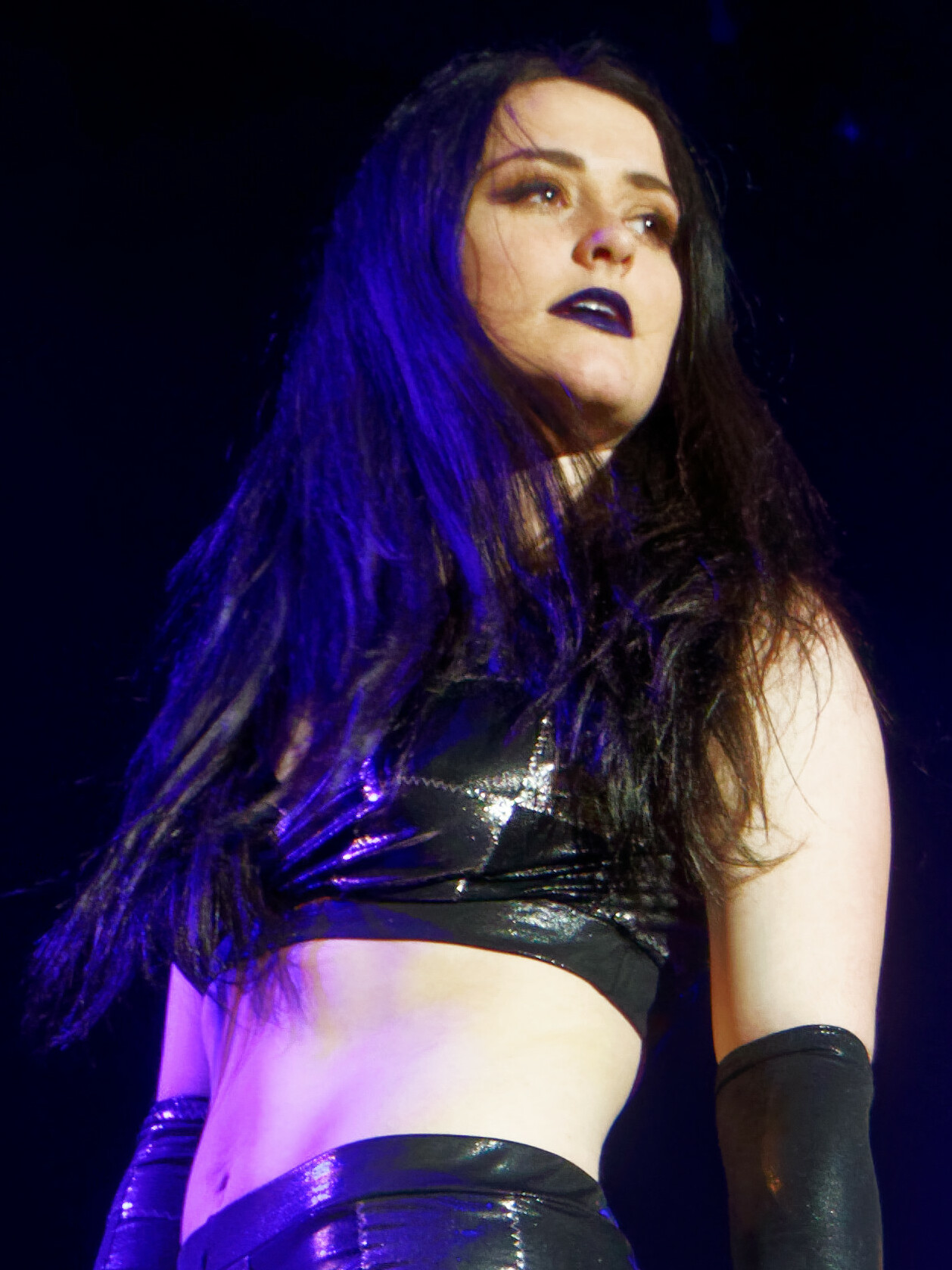
Valkyrie em 2018.

Depois de ser aluna da Fight Factory Pro Wrestling por um ano, Cusack fez sua estreia em 2015 adotando o nome de ringue Valkyrie Cain (inspirado na protagonista da série de livros Skulduggery Pleasant, de Derek Landy).

### WWE (2020–presente)

#### NXT UK (2020–2022)
Em 20 de janeiro de 2020, foi reportado que Cusack havia assinado com a WWE, agora atuando sob o nome de ringue Aoife Valkyrie. Ela competiu em sua primeira luta no NXT UK em 17 de janeiro de 2020, derrotando Amale. No dia seguinte, em 18 de janeiro de 2020, venceu Isla Dawn e novamente Amale na mesma noite. Em 26 de março de 2020, Valkyrie derrotou Nina Samuels.
Em fevereiro de 2020, Valkyrie fez sua primeira turnê com a marca americana do NXT, lutando em dois shows ao vivo na Flórida. Ela derrotou Aliyah em 14 de fevereiro em Tampa e, no dia seguinte, venceu Jessi Kamea, MJ Jenkins e Taynara em uma luta de trios em Fort Pierce, onde se uniu a Mia Yim e Rita Reis.
Valkyrie retornou à televisão no episódio de 17 de setembro de 2020 do NXT UK, vencendo Isla Dawn, e em 29 de outubro de 2020, derrotou Dani Luna. Ela permaneceu invicta até 29 de abril de 2021, quando foi derrotada por Meiko Satomura.

#### NXT (2022–2024)
Valkyrie permaneceu no NXT UK até seu fechamento no outono de 2022, e depois se mudou para os EUA para lutar no NXT sob o nome de ringue Lyra Valkyria. Em 13 de dezembro, ela fez sua estreia no NXT, derrotando Amari Miller. No episódio de 21 de março do NXT, Lyra venceu Ivy Nile para se classificar para a luta de escadas pelo Campeonato Feminino do NXT no NXT Stand & Deliver, embora não tenha conseguido conquistar o título no evento. No episódio de 9 de maio do NXT, ela derrotou Kiana James para avançar para a semifinal do torneio pelo vago Campeonato Feminino do NXT. Em 23 de maio, também derrotou Cora Jade para chegar à final, onde enfrentou Tiffany Stratton no NXT Battleground, mas acabou sendo derrotada. No entanto, ela garantiu outra oportunidade pelo campeonato ao vencer as ex-campeãs femininas do NXT Roxanne Perez e Indi Hartwell em uma luta triple threat proposta pela campeã Becky Lynch em 3 de outubro. Mais cedo no show, Valkyria comentou que foi inspirada pela estreia de Lynch no NXT e elogiou o impacto dela na luta livre irlandesa. Valkyria venceu Lynch para conquistar seu primeiro Campeonato Feminino do NXT na Noite 1 do NXT: Halloween Havoc. No episódio de 21 de novembro do NXT, Valkyria defendeu com sucesso seu título contra Xia Li em sua primeira defesa de título.
Em 2 de janeiro de 2024, no NXT: New Year's Evil, Valkyria defendeu com sucesso seu Campeonato Feminino do NXT contra Blair Davenport. Após a luta, Lola Vice tentou usar seu contrato do Breakout Tournament, mas foi interrompida por Tatum Paxley, que estava obcecada por Valkyria desde dezembro de 2023. No NXT Vengeance Day em 4 de fevereiro, Valkyria manteve seu título contra Perez e Lola Vice, que se juntou à luta, tornando-a uma triple threat. Em 20 de fevereiro no episódio do NXT, ela defendeu o título contra Shotzi, que sofreu uma lesão no LCA, e Valkyria venceu por decisão do árbitro. A gerente geral do NXT, Ava, anunciou um desafio aberto pelo título, que Lash Legend aceitou, mas Valkyria reteve novamente. No NXT: Roadblock, Valkyria e Paxley enfrentaram The Kabuki Warriors (Asuka e Kairi Sane) pelo Campeonato de Duplas Femininas da WWE como recompensa de Valkyria a Paxley por não interferir nas lutas pelo título da primeira na semana anterior, mas perderam após um acidente entre elas. Depois da luta, Perez atacou Valkyria, ferindo seu braço. Valkyria retornou e atacou Perez duas semanas depois, e um combate pelo título foi oficializado para o NXT Stand & Deliver, onde ela perdeu para Perez por submissão, encerrando seu reinado em 165 dias. No episódio seguinte do NXT, Paxley virou-se contra Valkyria, revelando que sua obsessão era apenas pelo título. Na semana seguinte, Valkyria atacou Paxley e uma luta triple threat pelo título foi marcada para o Spring Breakin', onde Valkyria não conseguiu reconquistar o título em sua última luta no NXT.

#### Campeã Intercontinental Feminina (2024–presente)
Na Noite 2 do Draft da WWE de 2024, Valkyria foi promovida para a marca Raw. Em 6 de maio, fez sua estreia no Raw ao salvar a campeã mundial feminina Becky Lynch de um ataque do Damage CTRL, (Iyo Sky e Kairi Sane, derrotando Dakota Kai na primeira rodada do torneio Queen of the Ring em sua estréia no ringue no plantel principal. Ela avançou derrotando Zoey Stark nas quartas de final e Sky na semifinal, mas perdeu para Nia Jax na final no King and Queen of the Ring, sendo esta sua primeira derrota no plantel principal. Em 10 de junho no episódio do Raw, ela foi derrotada por Sky. Após a luta, ela foi atacada pelo Damage CTRL e foi salva por Katana Chance e Kayden Carter, formando uma aliança com elas. Em 25 de junho, se qualificou para a luta Money in the Bank após derrotar Shayna Baszler e Kairi Sane em uma luta triple threat. No Money in the Bank em 6 de julho, Valkyria perdeu a luta Money in the Bank após Tiffany Stratton pegar a maleta. Valkyria retornou ao NXT em 3 de setembro para salvar Tatum Paxley de um ataque das lutadoras da TNA, Wendy Choo e Rosemary, reunindo a dupla no processo. No dia seguinte no episódio do Speed, participou de um torneio pelo título Campeonato Feminino Speed da WWE, onde foi eliminada por Sky na primeira rodada.
Valkyria subsequentemente entrou em um torneio pelo inaugural Campeonato Intercontinental Feminino, onde derrotou Ivy Nile e Zelina Vega na primeira rodada, Sky nas semifinais, e Dakota Kai na final em 13 de janeiro de 2025 para se tornar a campeã inaugural.

## Outras mídias
Cusack fez sua estreia em videogames no WWE 2K24 como DLC.

## Vida pessoal
Cusack está atualmente em um relacionamento com o lutador profissional LJ Cleary. Após 10 anos juntos, Cleary e Cusack ficaram noivos em 14 de setembro de 2024.

## Títulos e prêmios
- Fight Factory Pro Wrestling
  - Irish Junior Heavyweight Championship (1 vez)
- Over the Top Wrestling
  - OTT Women's Championship (1 vez)
- Pro-Wrestling: EVE
  - Pro-Wrestling: EVE Tag Team Championship (1 vez) – com Debbie Keitel[4]
  - Pro-Wrestling: EVE Tag Team Championship Tournament (2019) – com Debbie Keitel[4]
- Pro Wrestling Illustrated
  - PWI a colocou na #73ª posição das 150 melhores lutadoras individuais no PWI Women's 150 em 2021
- Pro Wrestling Ulster
  - PWU Women's Championship (1 vez)
- WWE
  - Campeonato Intercontinental Feminino da WWE (1 vez, inaugural)
  - Campeonato Feminino do NXT (1 vez)
  - Campeonato de Duplas Femininas da WWE (1 vez) – com Becky Lynch
  - Torneio pelo Campeonato Intercontinental Feminino da WWE (2025)